# Спінова мережа

Діаграма спінової мережі за Пенроузом

У фізиці спінова мережа — це тип діаграми, який можна використовувати для представлення станів і взаємодій між частинками та полями в квантовій механіці. З математичної точки зору, діаграми є коротким способом представлення багатолінійних функцій і функцій між представленнями груп матриць. Таким чином, схематичне позначення може значно спростити обчислення.
Роджер Пенроуз описав спінові мережі в 1971 році. З того часу спінові мережі були застосовані до теорії квантової гравітації Карло Ровеллі, Лі Смоліном, Хорхе Пулліном, Родольфо Гамбіні та іншими.
Спінові мережі також можна використовувати для побудови окремого функціоналу на просторі зв’язків, який є інваріантним відносно локальних калібрувальних перетворень.